# Ricardo Roberto Barreto da Rocha
Ricardo Rocha, teljes nevén: Ricardo Roberto Barreto da Rocha (Recife, 1962. szeptember 11. –) világbajnok brazil válogatott labdarúgó.
A brazil válogatott tagjaként részt vett az 1987-es és az 1991-es Copa Américán, illetve az 1990-es és az 1994-es világbajnokságon.

## Sikerei, díjai
Santa Cruz
- Pernambucano bajnok (1): 1983

São Paulo
- Brazil bajnok (1): 1990–91
- Paulista bajnok (2): 1989, 1991

Vasco da Gama
- Carioca bajnok (1): 1994

Real Madrid
- Spanyol kupagyőztes (1): 1992–93
- Spanyol szuperkupagyőztes (1): 1993

Brazília
- Copa América ezüstérmes (1): 1991
- Világbajnok (1): 1994

Egyéni
- Bola de Ouro (1): 1989